# Melitta aegyptiaca
Melitta aegyptiaca är en biart som först beskrevs av Radoszkowski 1891.  Melitta aegyptiaca ingår i släktet blomsterbin, och familjen sommarbin. Inga underarter finns listade i Catalogue of Life.